# 比尤特梅多斯 (加利福尼亞州)
比尤特梅多斯（英語：Butte Meadows）是位於美國加利福尼亞州比尤特縣的一個人口普查指定地區。

## 地理
比尤特梅多斯的座標為39°04′53″N 121°33′04″W / 39.08139°N 121.55111°W，而該地最高點為海拔高度1323米（即4340英尺）。

## 人口
根據2010年美國人口普查的數據，比尤特梅多斯的面積為5.56平方千米，當中陸地面積為5.56平方千米，而水域面積為0.00平方千米。當地共有人口28806人，而人口密度為每平方千米5,180人。